# مارك ميلنر
مارك ميلنر هو مؤرخ عسكري كندي، ولد في 12 أبريل 1954.